# Agnes van Aquitanië (1052-1077)
Agnes van Poitou (1052-1077) (niet te verwarren met haar jongere halfzuster Agnes van Poitou (-1097), die getrouwd was met Peter I van Aragón) was een dochter van Willem VIII van Aquitanië en van Mathilde van Périgord.
Zij trouwde in 1069 met koning Alfons VI van León, maar had geen kinderen. Het is onduidelijk of het huwelijk eindigde met de dood van Agnes, dan wel dat zij verstoten werd wegens te nauwe bloedverwantschap. In elk geval hertrouwde Alfons in 1081 met Constantia van Bourgondië. Later zou hij nog hertrouwen met Beatrix, eveneens een halfzus van Agnes. Agnes zou later nog hertrouwd geweest zijn met Eli I van Maine.